# 布塞罗
布塞罗（義大利語：Bussero），是意大利米兰省的一个市镇。总面积4平方公里，人口8549人，人口密度2137.3人/平方公里（2009年）。国家统计（ISTAT）代码为015040。